# Kaniów (województwo opolskie)
Kaniów (dodatkowa nazwa w j. niem. Hirschfelde) – wieś w Polsce położona w województwie opolskim, w powiecie opolskim, w gminie Popielów.

## Nazwa
W alfabetycznym spisie miejscowości z terenu Śląska wydanym w 1830 roku we Wrocławiu przez Johanna Knie wieś występuje pod polską nazwą Kaniow (niem. "polnisch Kaniow") oraz nazwą niemiecką Hirschfelde.

## Etnografia
Wieś zamieszkiwała opolska grupa etnograficzna Leśnioków.
W latach 1975–1998 miejscowość administracyjnie należała do ówczesnego województwa opolskiego.